# Jumping the Broom
Jumping the Broom (Una boda complicada en Hispanoamérica) es una película cómica dramática estadounidense de 2011 dirigida por Salim Akil y producida por Tracey E. Edmonds, Elizabeth Hunter, TD Jakes, Glendon Palmer y Curtis Wallace. El título de la película se deriva de la tradición afroamericana de los novios saltando sobre una escoba ceremonial después de casarse. Fue rodada en Blue Rocks, Nueva Escocia, simulando ser Martha's Vineyard, el escenario de la película. TriStar Pictures la distribuyó en los Estados Unidos, a partir del 6 de mayo de 2011.

## Argumento
Sabrina (Paula Patton) es la única hija del acaudalado matrimonio Watson; su madre Claudine (Angela Bassett) y su padre Greg (Brian Stokes Mitchell) viven en Martha's Vineyard. La película comienza con Sabrina con Bobby hablando por teléfono con una amante, él está teniendo una aventura. Ella le pide a Dios que la ayude nuevamente a salir de esta situación y le promete (nuevamente) no tener otra aventura de una noche con nadie y solo tener relaciones sexuales con su futuro esposo. Un día, accidentalmente golpea a Jason Taylor (Laz Alonso) mientras conduce. Ella sale a socorrerlo y reacciona exageradamente. Jason la perdona y tienen una cita. Cinco meses después, después de salir, Sabrina le cuenta a Jason sobre su oferta de trabajo en China y le pide que siga estando con ella en una relación a larga distancia, pero Jason se niega. Ella se va triste pero Jason regresa y le pide que se case con él, lo cual ella acepta. 
La madre de Sabrina es quien organiza la boda. Ella tiene dudas, pero confía en la elección de su hija. Después de que la pareja hable con el reverendo James (TD Jakes), deciden quedarse mientras un conductor recoge a la familia y amigos de Jason. El grupo de invitados de Jason es su insegura madre, Pam (Loretta Devine), su encantador tío Willie Earl (Mike Epps), la mejor amiga de Pam, Shonda (Tasha Smith) y el primo de Jason, Malcolm ( DeRay Davis). También aparece la tía de Sabrina, Ginebra (Valarie Pettiford). Su primer encuentro es incómodo ya que a todos parece que no les gustan y hacen comentarios groseros. Pam se molesta por los actos de amabilidad de Sabrina y ya cuenta tres ataques contra ella. Sabrina habla con sus amigas durante la fiesta, una de ellas es su dama de honor, Blythe (Meagan Good). Mientras Blythe va a buscar más vino, conoce al Chef McKenna (Gary Dourdan), y ambos instantáneamente sienten una conexión. Shonda también conoce al primo de Sabrina, Sebastian (Romeo Miller), quien se siente atraído por ella al instante. Shonda también siente cosas por él, pero se siente incómoda porque cree que él es demasiado joven para ella. Durante la cena de la noche, Pam da una grosera bendición y se pelea con Claudine, pero Greg la detiene. Claudine también dice en francés que cree que Greg está teniendo una aventura con su asociada Amanda. Mientras está afuera, Pam escucha a Ginebra y Claudine peleando y descubre que Ginebra es en realidad la madre de Sabrina y le dio a Sabrina a Claudine y Greg después de que ella naciera. 
Durante la despedida de soltero, Sabrina y Jason se pelean porque su madre quiere que salten la escoba. Malcolm habla con Jason y se queja y le pregunta por qué no es el mejor hombre. Jason le dice que no han sido mejores amigos en años y que Malcolm solo ha estado allí para pedir dinero. Cuando Jason se va y trata de disculparse con Sabrina, el chef McKenna está ocupado besando a Blythe y sin darse cuenta de la comida que comienza a arder, lo que activa la alarma. Sabrina le cierra la puerta pero luego se arreglan; Sin embargo, tienen dudas sobre su boda. 
Por la mañana, todo comienza normalmente. Los hombres juegan un partido amistoso de fútbol, y Pam trata de contarle a Jason sobre el secreto de Claudine y Ginebra. Blythe también habla con McKenna sobre la relación. McKenna le dice que él piensa que ella es hermosa y que una relación sigue siendo una opción. Greg le revela a Claudine que no está teniendo una aventura, pero que ha hecho algunas malas inversiones y ha perdido la mayor parte de su dinero. Mientras Pam se pone su vestido, trata de confrontar a Sabrina sobre el secreto, pero es interrumpida cuando Jason se lastima tras un empujón de Malcolm. Pam le dice a Sabrina que le pregunte a sus padres quiénes son sus verdaderos padres. Claudine y Geneva dicen la verdad, que lastima a Sabrina y provoca el cancelación de la boda. Jason enfrenta a su madre y le dice que es un hombre adulto y que deje de tratarlo como a un niño pequeño. Jason les dice a todos que busquen a Sabrina y también golpea a Malcolm. Jason reza a Dios para que lo ayude. 
Sabrina llama a Ginebra, que está en el muelle. Ginebra cuenta la historia del padre de Sabrina. Era un hombre en París a quien ella amaba y planeaba viajar por el mundo, pero pronto descubrió que tenía una esposa y un hijo y regresó a casa sola y embarazada. Jason se reúne con Sabrina y los dos se reconcilian. Sabrina vuelve a casa para vestirse. Ella recibe una escoba y una nota de Pam que dice que regresará a casa y lo lamenta. Ella persigue a Pam y le pide que se quede. Se perdonan y Pam acepta quedarse. Jason y Sabrina celebran la boda y también saltan la escoba. Después de la boda, Sebastian besa a Shonda, finalmente ganando su afecto, y presumiblemente comienza una relación. Greg y Claudine se reconcilian y ella revela que tiene fondos secretos y que todavía son ricos. Malcolm y Amy (Julie Bowen), la organizadora de bodas, comienzan a compartir un momento juntos en el que ella le pregunta si quiere bailar con ella y él acepta. Al final, toda la familia felizmente hace el Cupid Shuffle.

## Reparto
- Loretta Devine como Pam Taylor
- Paula Patton como Sabrina Watson
- Laz Alonso como Jason Taylor
- Angela Bassett como Claudine Watson
- Brian Stokes Mitchell como Greg Watson
- Valarie Pettiford como Tía Ginebra
- Mike Epps como Willie Earl Taylor
- Meagan Good como Blythe
- Tasha Smith como Shonda Peterkin
- DeRay Davis como Malcolm
- Romeo Miller como Sebastian
- Pooch Hall como Ricky
- Gary Dourdan como Chef McKenna
- Julie Bowen como Amy
- Vera Cudjoe como Mabel
- Tenika Davis como Lauren
- TD Jakes como el Reverendo James
- Laura Kohoot como Amanda

## Crítica
Jumping the Broom recibió críticas mixtas de los críticos.Rotten Tomatoes le da a la película una calificación de aprobación del 56%, basada en 81 reseñas, con una calificación promedio de 5.9/10. El consenso crítico del sitio dice: "Su corazón está en el lugar correcto, y también su atractivo reparto, pero Jumping the Broom es en última instancia demasiado cliché y poco escrito como para recomendarlo". En Metacritic, la película tiene una puntuación de 56 de 100 basada en 26 críticas, lo que indica "críticas mixtas o promedio".
Las críticas positivas incluyen a Kevin Thomas de The Los Angeles Times, quien dijo que la película"... es una prueba de que aún es posible que un lanzamiento de estudio importante sea divertido, inteligente y desgarrador y carente de violencia entumecedora y efectos especiales igualmente entumecedores". Roger Ebert de The Chicago Sun-Times dijo que, "... el elenco es grande, bien elegido y divertido".
Las críticas negativas incluyen a Stephanie Merry, de The Washington Post, quien criticó a los personajes de las madres diciendo: "Cualquier momento ligero se anula rápidamente por las mujeres opresivas que compiten por el título de la madre más mala del mundo". John Anderson de Variety también comentó sobre el "tono desagradable" de la película.

## Premios y nominaciones
- Black Reel Awards[11]
  - Mejor película, nominada
  - Mejor actor (Laz Alonso), nominado
  - Mejor actriz de reparto (Angela Bassett), nominada
  - Mejor conjunto, nominado
  - Mejor director (Salim Akil), nominado
  - Mejor guion (Elizabeth Hunter y Arlene Gibbs), nominado
- Imagen NAACP Awards[12]
  - Película sobresaliente, nominada
  - Mejor actor en una película (Laz Alonso), ganó
  - Mejor actriz en una película (Paula Patton), nominada
  - Mejor actor de reparto en una película (Mike Epps), ganó
- Premios BET
  - Mejor película, nominada